# 吕克塞蒙和维洛特
吕克塞蒙和维洛特（法語：Luxémont-et-Villotte，法語發音：[lyksemɔ̃ e vilɔt]）是法国马恩省的一个市镇，属于维特里勒弗朗索瓦区。

## 地理
吕克塞蒙和维洛特（48°41'45"N, 4°38'1"E）面积9.19 平方千米，位于法国大東部大區马恩省，该省份为法国东北部内陆省份，北起阿登省，西北接埃纳省，西南接塞纳-马恩省，南至奥布省，东南接上马恩省，东临默兹省。
与吕克塞蒙和维洛特接壤的市镇（或旧市镇、城区）包括：马恩河畔比尼库尔、埃克里耶讷、弗里尼库尔、马罗勒、马蒂尼库尔-贡库尔、诺鲁瓦、兰斯拉布吕莱、沃克莱尔。

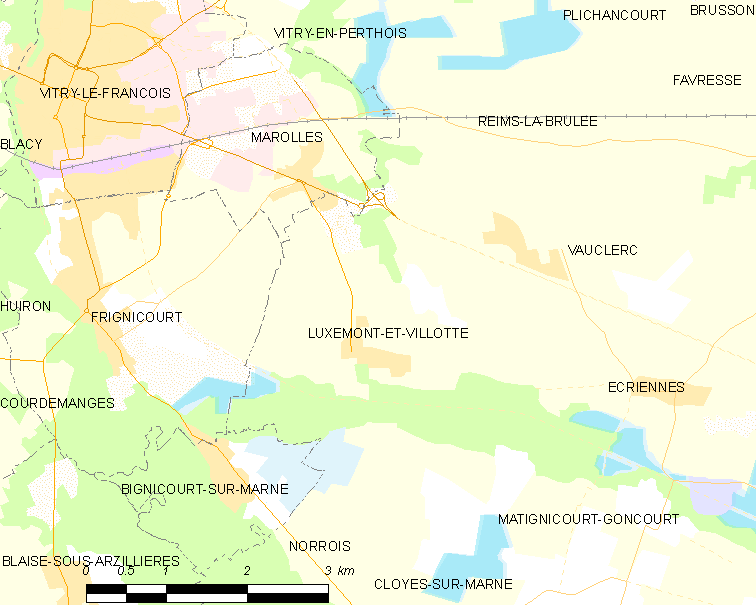
吕克塞蒙和维洛特的OSM定位图

吕克塞蒙和维洛特的时区为UTC+01:00、UTC+02:00（夏令时）。

## 行政
吕克塞蒙和维洛特的邮政编码为51300，INSEE市镇编码为51334。

## 政治
吕克塞蒙和维洛特所属的省级选区为塞迈兹莱班县。

## 人口

1962-2008年间吕克塞蒙和维洛特人口变化图示

吕克塞蒙和维洛特于2022年1月1日时的人口数量为444人。